# Ojos de Moya
.
Es un río de la península ibérica y un importante afluente del río Cabriel. Discurre por la comarca de la Serranía Baja, en la provincia de Cuenca.

## Curso
Nace en el municipio conquense de Algarra. Atraviesa los municipios de Algarra,Casas de Garcimolina,Moya, Landete, Garaballa y Mira; y tras cruzar el casco urbano de esta última población pasa a denominarse como río Mira hasta desembocar en el río Cabriel.
A unos 2 km río abajo de la población de Mira, se inicia las Hoces del río Mira, que pueden ser visitadas siguiendo un agradable paseo botánico señalizado.

## Afluentes
```
El 
río Henares
 (también conocido como río Narboneta).
```